# Sinaida
Sinaida ist ein weiblicher russischer Vorname. Bekannte Namensträgerinnen sind:
- Sinaida Stepanowna Amossowa (* 1950), russische Skilangläuferin
- Sinaida Gretschanaja (Zinaida Greceanîi; * 1956), moldauische Politikerin; von 2008 bis 2009 Ministerpräsidentin Moldaus
- Sinaida Hippius (1869–1945), russische symbolistische Lyrikerin und Autorin
- Sinaida Wassiljewna Jerschowa (1904–1995), russische Radiochemikerin
- Sinaida Jujewskaya (auch Zinaida Jurjewskaja, 1892–1925),  russisch-estländische Opernsängerin
- Sinaida Nikolajewna Reich (1894–1939), russische Schauspielerin
- Sinaida Jewgenjewna Serebrjakowa (1884–1967), russische Malerin
- Sinaida Lwowna Wolkowa (geb. Bronstein, gesch. Moglina; 1901–1933), russische Revolutionärin; älteste Tochter Leo Trotzkis
- Sinaida Wenediktowna Workul (1909–1994), sowjetische bzw. russische Schauspielerin und Synchronsprecherin